# Eugen Ricklin
Eugen Adolf Ricklin (* 12. Mai 1862 in Dannemarie (deutsch Dammerkirch); † 4. September 1935 ebenda) war Arzt und Mitglied des Deutschen Reichstags sowie Präsident der zweiten Kammer des Landtags des Reichslandes Elsaß-Lothringen (Elsaß-Lothringische Zentrumspartei).

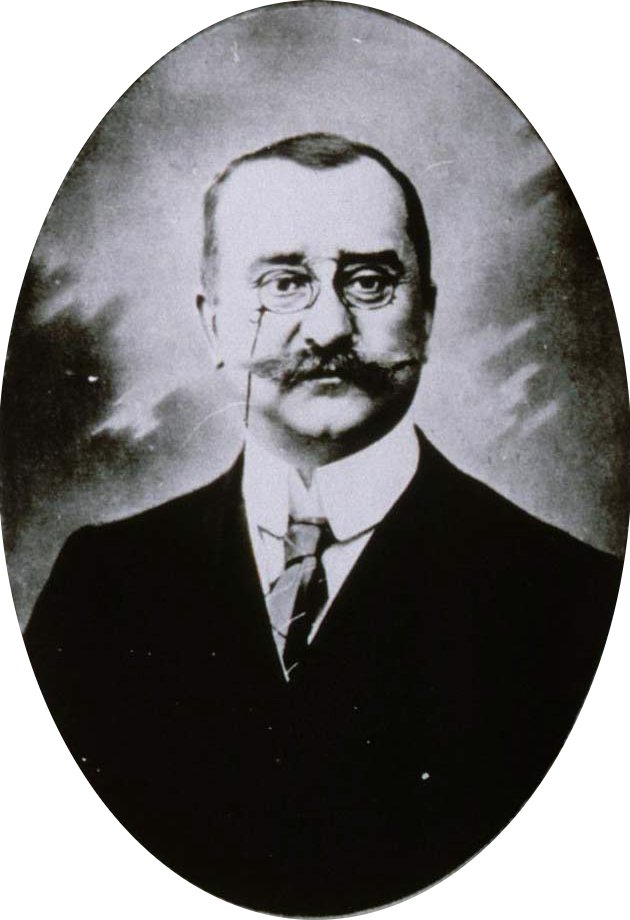
Eugen Ricklin (1915)

## Ausbildung und Beruf
Ricklin war der Sohn eines Hoteliers und besuchte von 1872 bis 1883 das Lycée Belfort, das Realgymnasium Altkirch, und die Gymnasien in Colmar und Regensburg. 1883 bis 1888 studierte er Medizin an den Universitäten Freiburg, München und Erlangen und schloss das Studium mit der Promotion zum Dr. med. ab. Seinen Dienst als Einjährig-Freiwilliger beendete er im Dienstrang eines Oberarztes der Landwehr. Ab 1889 war er praktischer Arzt in Dammerkirch und später in Carspach-Sonnenberg mit dem Titel Sanitätsrat und Kantonalsarzt.

## Politik und Erster Weltkrieg
Mit 29 Jahren wurde er 1891 Stadtrat in Dammerkirch und 1896 Bürgermeister. 1902 wurde er wiedergewählt, aber von der kaiserlichen Regierung unter dem Vorwurf der Majestätsbeleidigung nicht bestätigt. Er blieb aber bis 1908 Ratsmitglied. Er war auch von 1896 bis 1918 Mitglied des Oberelsässischen Bezirkstages. 1906 wurde seine Bezirkstagswahl wegen Wahlbeeinflussung durch den katholischen Klerus für ungültig erklärt. Bei der Neuwahl Anfang 1907 wurde seine Wahl bestätigt. Am 15. Januar 1917 wurde er zum Präsidenten des Bezirkstags gewählt.
Ab 1900 war er Mitglied des Landesausschusses für Elsaß-Lothringen und seit der Landtagswahl am 22. Oktober 1911 für den Wahlkreis Altkirch-Dammerkirch Mitglied der II. Kammer des elsaß-lothringischen Landtags. Am 6. Dezember 1911 wurde er mit 54 von 57 Stimmen zum Präsidenten der Kammer gewählt.
Weil er so stark für die die Autonomie des Elsass eintrat und sogar den Roten Adlerorden ablehnte, erhielt er den Beinamen Löwe vom Sundgau (D’r Sundgauer Leeb). Von 1903 bis 1918 war er auch Mitglied des Deutschen Reichstags für den Wahlkreis Reichsland Elsaß-Lothringen 1 Altkirch, Thann. 1913 und 1914 nahm er an den Friedenskonferenzen der Interparlamentarischen Union in Bern und Basel teil.
Während des Ersten Weltkrieges wurde er zunächst als Militärarzt in Sulz im Elsass eingesetzt. Als er sich für den verurteilten Landtagskollegen Médard Brogly einsetzte, wurde er jedoch ins nördliche Frankreich an die Front nördlich von Amiens und Verdun versetzt.

## Nach dem Ersten Weltkrieg
Am 11. November 1918 erklärte sich der Landtag Elsaß-Lothringens unter seiner Leitung zum Nationalrat und damit zur alleinigen Autorität des Reichslandes. Man rief einen Tag später ein souveränes Elsaß-Lothringen aus und übernahm damit alle Aufgaben des Ministeriums und des Reichsstatthalters. Diese Eigenständigkeit wurde jedoch von der französischen Besatzungsmacht nicht anerkannt. Am 6. Dezember 1918 sprach sich der Landtag für den Anschluss an Frankreich aus.
Die neuen französischen Machthaber luden ihn vor eine Commission de Triage. Von dieser wurde er ausgewiesen und in Kork und Bodersweier bei Kehl interniert. 1919/20 wurde er zeitweise inhaftiert und hierdurch um die Möglichkeit einer Kandidatur bei den französischen Nationalratswahlen gebracht.
Nachdem er in das Elsass zurückkehren konnte, wurde er aus politischen Gründen am 17. Mai 1925 aus dem elsässischen Ärzteverband ausgeschlossen.
Ab 1. Januar 1926 war er Herausgeber der autonomistischen Wochenzeitschrift Die Zukunft in Zabern und am 5. Juni 1926 Gründungsvorsitzender des Elsaß-Lothringischen Heimatbunds, der sich für eine größere Autonomie der Region aussprach. Beim Blutigen Sonntag in Colmar wurde er verletzt. Unter seiner Leitung nahm der Heimatbund die Zusammenarbeit mit den korsischen und bretonischen Separatisten auf und entwickelte die Strategie der Einheitsfront.
Am 16. März 1928 wurde er in Mülhausen im Vorfeld der Wahlen zur Abgeordnetenkammer verhaftet, am 29. April aber noch während seiner Haftzeit im Wahlkreis Altkirch gewählt. Er wurde im Colmarer Komplott-Prozess am 24. Mai 1928 zu einem Jahr Gefängnis und 5 Jahre „Aufenthaltsverbot“ verurteilt, aber am 14. Juli 1928 durch den französischen Staatspräsidenten amnestiert. Weiterhin wurde Ricklin noch im Oktober 1928 auch in den Conseil General du Haut Rhin gewählt. Sein Mandat in der Abgeordnetenkammer wurde dagegen am 8. November 1928 in einer umstrittenen Abstimmung der Kammer für ungültig erklärt, obwohl Ricklin die bürgerlichen Ehrenrechte im Colmarer Urteil nicht aberkannt worden waren. Doch berief man sich am 8. November in Paris auf ein Gesetz von 1852, welches wegen Komplott Verurteilte von parlamentarischen Ämtern ausschloss. Die fällige Nachwahl für den Wahlkreis Altkirch wurde am 13. Januar 1929 durch den Ricklin-Nachfolger Marcel Stürmel gewonnen.
Bei der Wahl zum französischen Präsidenten am 13. Mai 1931 erhielt Ricklin sechs Stimmen von elsässischen Abgeordneten.
Er starb am 4. September 1935 um 20:20 nach einem langen Aufenthalt im Krankenhaus in seiner Heimatstadt.